# Sierras de San Juan de la Peña y Peña Oroel
Sierras de San Juan de la Peña y Peña Oroel este o arie protejată (arie specială de conservare — SAC, sit de importanță comunitară — SCI) din Spania întinsă pe o suprafață de 18.186,13 ha, integral pe uscat.

## Localizare
Centrul sitului Sierras de San Juan de la Peña y Peña Oroel este situat la coordonatele 42°31′44″N 0°40′27″W / 42.5289°N 0.674114°V.

## Înființare
Situl Sierras de San Juan de la Peña y Peña Oroel a fost declarat sit de importanță comunitară în iulie 2000 pentru a proteja 1 specie de plante și 9 specii de animale. Situl a fost protejat și ca arie specială de conservare în februarie 2021.

## Biodiversitate
Situată în ecoregiunea mediteraneană, aria protejată conține 16 habitate naturale: Păduri iberice de Quercus faginea și Quercus canariensis, Galerii de Salix alba și de Populus alba, Matorral arborescenți cu Juniperus spp., Formațiuni stabile xerotermofile de Buxus sempervirens pe pante stâncoase (Berberidion p.p.), Păduri de pin (sub-) mediteraneene cu pini negri endemici, Păduri de Quercus ilex și Quercus rotundifolia, Păduri pe pante, grohotișuri și ravene de Tilio-Acerion, Pante stâncoase calcaroase cu vegetație casmofită, Râuri de munte și vegetația lor lemnoasă cu Salix elaeagnos, Lande oro-mediteraneene cu formațiuni endemice de grozamă, Pajiști carstice calcaroase sau bazofile, de Alysso-Sedion albi, Păduri de fag din Europa Centrală dezvoltate pe sol calcaros cu Cephalanthero-Fagion, Pajiști uscate seminaturale și facies de acoperire cu tufișuri pe substraturi calcaroase (Festuco-Brometalia) (* situri importante pentru orhidee), Păduri montane și subalpine de Pinus uncinata (* dezvoltate pe substrat gipsos sau calcaros), Pajiști alpine și subalpine calcaroase, Pajiști cu Molinia pe soluri calcaroase, turboase sau argilos-nămoloase (Molinion caeruleae).
La baza desemnării sitului se află mai multe specii protejate:
- plante (1): Narcissus asturiensis
- mamifere (1): Microtus cabrerae
- nevertebrate (7): croitorul mare al stejarului (Cerambyx cerdo), fluturele de noapte (Eriogaster catax), fluturele auriu (Euphydryas aurinia), Euplagia quadripunctaria, Graellsia isabellae, rădașcă (Lucanus cervus), Osmoderma eremita Complex
- pești (1): Parachondrostoma miegii

Pe lângă speciile protejate, pe teritoriul sitului au mai fost identificate 20 de specii de plante, 30 de specii de păsări, 8 specii de amfibieni, 4 specii de mamifere, 4 specii de pești, 2 specii de reptile.